# Tập thể lãnh đạo
Tập thể lãnh đạo được xem là một hình thức chia sẻ quyền lực dân chủ, mọi người đều có quyền lực bình đẳng ngang nhau trong quá trình ra quyết định. Hệ thống chính trị "tập thể lãnh đạo" được áp dụng trong các nhà nước, đảng phái, tổ chức,...
Trong khi "lãnh đạo" thường bao hàm hình ảnh một nhà lãnh đạo duy nhất, với mối quan hệ trao đổi giữa một số tác nhân gắn liến với mạng lưới lãnh đạo và cấp dưới phục tùng. Ý tưởng về tập thể lãnh đạo thách thức các quan niệm truyền thống trong đó các cá nhân là nguồn lãnh đạo. Quan điểm này bao hàm ý tưởng rằng nhiều cá nhân trong một hệ thống có thể lãnh đạo hoặc các nhóm, cấu trúc và quy trình có thể thực hiện vai trò lãnh đạo để giúp tiến tới mục tiêu chung.

## Định nghĩa
Lãnh đạo tập thể mô tả các quá trình mà mọi người cùng nhau theo đuổi sự thay đổi. Trong quá trình này, những người tham gia cùng nhau hình dung thế giới quan sẽ như thế nào, hiểu ý nghĩa những trải nghiệm và tương tác của họ, đồng thời định hình các quyết định và hành động của họ để tạo ra kết quả mong muốn. Các quy trình lãnh đạo nâng cao năng lực hợp tác và tạo điều kiện cho các thành viên trong tập thể có giá trị bình đẳng, tạo động lực đóng góp cho các mục tiêu chung.
Tamara L. Friedrich Phó Giáo sư Đại học Oklahoma giải thích trong một bài viết về lãnh đạo tập thể trên tờ Leadership Quarterly giải thích: "Nhiều cá nhân trong nhóm có thể đóng vai trò là người lãnh đạo ở cả hai vị trí chính thức và không chính thức", và "sự thay đổi trách nhiệm lãnh đạo thường bắt nguồn từ chuyên môn của cá nhân nào phù hợp nhất với vấn đề nhất định".
Các nguyên tắc tập thể lãnh đạo bắt nguồn từ khái niệm "quy luật việc làm" năm 1924 của nhà lý thuyết tổ chức Mary Parker Follett, trong đó khuyên mọi người nên đi theo người có hiểu biết nhất về tình hình hiện tại hơn là cơ quan chính thức. Cassandra O'Neill và Monica Brinkerhoff viết: "Lãnh đạo tập thể dựa trên giả định rằng mọi người đều có thể và nên lãnh đạo".
Tựu chung "tập thể lãnh đạo" là:
- Yêu cầu kết nối mọi người trong sự đa dạng.
- Định hình cách tiếp kiến nhìn nhận công việc của họ và cách họ nhìn nhận về bản thân mình và những người khác, cũng như cách họ hiểu về bản thân sự lãnh đạo.
- Cam kết đảm nhận vai trò lãnh đạo ở tất cả các cấp bởi những người từ mọi nền tảng, với các quan điểm và chuyên môn khác nhau.
- Quyền hạn là tương đương nhau trong việc đưa ra quyết định. Không lấy quyền lực để tác động gây ảnh hưởng cho từng cá nhân trong tập thể.
- Mọi ý kiến tham vấn với nhau đều bình đẳng, các quyết định được dựa theo sự đồng thuận bởi tất cả mọi người trong tập thể.

## Các nước Xã hội chủ nghĩa
Tại các đảng cộng sản đây là hình thức chính trị lý tưởng cầm quyền, cả trong và ngoài nhà nước xã hội chủ nghĩa trong thời kỳ chủ nghĩa xã hội theo chủ nghĩa Marx-Lenin trên con đường xây dựng và phát triển xã hội cộng sản chủ nghĩa bên cạnh nguyên tắc tập trung dân chủ. Nhiệm vụ chính của nó là để phân phối quyền hạn và chức năng từ cá nhân đến một nhóm duy nhất. Ví dụ ở Việt Nam, khi Lê Duẩn lãnh đạo đất nước, quyền hạn đã được phân phối từ văn phòng Tổng Bí thư của Đảng Cộng sản và chia sẻ với Bộ Chính trị trong khi vẫn giữ lại một người cai trị. Ngày nay, ở Việt Nam không có một lãnh đạo tối cao, và quyền lực được chia sẻ bởi Tổng bí thư đảng, Chủ tịch nước, Thủ tướng Chính phủ và Chủ tịch Quốc Hội cùng với các cơ quan như Bộ Chính trị, Ban Bí thư và Ban chấp hành Trung ương đảng.

### Trung Quốc
Lãnh đạo tập thể ở Trung Quốc thường được xem là đã bắt đầu với Đặng Tiểu Bình trong những năm 1970, những người đã cố gắng khuyến khích Ủy ban Thường vụ Bộ Chính trị thống trị bằng sự đồng thuận để ngăn chặn chủ nghĩa độc tài cai trị Maoist. Giang Trạch Dân chính thức coi chính mình như là "người đứng đầu tiên trong số các lãnh đạo ngang nhau". Thời đại lãnh đạo tập thể này được cho là kết thúc với Tập Cận Bình, sau khi bãi bỏ các giới hạn về nhiệm kỳ vào năm 2018 dưới quyền hạn của ông.
Hiện nay, chính quyền trung ương của chính phủ Trung Quốc tập trung tại Ủy ban Thường vụ Bộ Chính trị, gồm 7 thành viên của Đảng Cộng sản Trung Quốc và do Tổng bí thư Trung ương Đảng đứng đầu.

### Việt Nam
Tại Việt Nam nguyên tắc tập thể lãnh đạo còn được gọi là tập thể lãnh đạo, cá nhân phụ trách, là nguyên tắc lãnh đạo cao nhất của Đảng Cộng sản Việt Nam, Việt Nam gần như không có 1 lãnh đạo tối cao bởi quyền lực được san sẻ tập trung cho bốn vị trí cao nhất trong chính quyền là Tổng Bí thư Ban Chấp hành Trung ương Đảng Cộng sản Việt Nam, Chủ tịch nước, Thủ tướng, Chủ tịch Quốc hội cùng với các tập thể Bộ Chính trị, Ban Bí thư và Ban chấp hành Trung ương.
Trong Cách làm việc tập thể lãnh đạo cá nhân phụ trách (ngày 23 tháng 9 năm 1948) của chủ tịch Hồ Chí Minh có viết: "Tập thể lãnh đạo là dân chủ. Cá nhân phụ trách là tập trung. Tập thể lãnh đạo, cá nhân phụ trách, tức là dân chủ tập trung." (Hồ Chí Minh toàn tập, tập 5, tr.619 - 621)
Trong bài viết này chủ tịch Hồ Chí Minh giải thích rằng một người dù khôn ngoan đến đâu, cũng chỉ trông thấy một số mặt của vấn đề; vì vậy cần tổng hợp sự xem xét của nhiều người để xét rõ mọi mặt của vấn đề, cho nên mới cần lãnh đạo tập thể. Không lãnh đạo tập thể sẽ dẫn đến "bao biện, độc đoán, chủ quan". Sau khi định rõ kế hoạch rồi cần giao công việc cho một hoặc một số ít người thi hành theo kế hoạch đó, gọi là cá nhân phụ trách. Nếu không có cá nhân phụ trách thì người ta sẽ đùn đẩy lẫn nhau, không ai thi hành, như câu nói "nhiều sãi không ai đóng cửa chùa", sinh ra sự "bừa bãi, lộn xộn, vô chính phủ". Tập thể lãnh đạo và cá nhân phụ trách phải đi kèm với nhau.
Nguyên tắc được áp dụng triệt để vào công việc tổ chức hành chính của Việt Nam, như Ủy ban Nhân dân, Hội đồng Nhân dân, các Ban ngành... Quyền lực tối cao của Nhà nước không tập trung về một người nhất định mà thông qua nhóm, Bộ Chính trị là cơ quan quyền lực tối cao của Việt Nam, Tổng Bí thư được coi là người phụ trách tập thể.

### Liên Xô
Theo tài liệu của Liên Xô, Lênin được xem là một ví dụ hoàn hảo của việc ủng hộ sự lãnh đạo của tập thể. Stalin là đặc trưng bởi quyền thống trị được tập trung vào một người, và đó là một sự vi phạm sâu sắc của nguyên tắc tập thể lãnh đạo, điều này làm sự lãnh đạo của ông gây nhiều tranh cãi ở Liên Xô sau cái chết của ông vào năm 1953. Tại Đại hội Đảng Cộng sản Liên Xô lần thứ 20, triều đại Stalin đã bị chỉ trích là "sùng bái cá nhân". Nikita Khrushchev, người kế nhiệm của Stalin, hỗ trợ lý tưởng của tập thể lãnh đạo nhưng càng ngày càng cai trị một cách độc đoán. Năm 1964, Khrushchev bị lật đổ và thay thế bằng Leonid Brezhnev là Bí thư thứ nhất và Alexei Kosygin như Thủ tướng. Nguyên tắc tập thể lãnh đạo được củng cố trong thời Brezhnev và các triều đại sau này của Yuri Andropov và Konstantin Chernenko. Cải cách dưới thời Mikhail Gorbachev đã gây nhiều tranh luận trong giới lãnh đạo Liên Xô, và các thành viên của phe Gorbachev công khai không đồng ý với ông về nhiều vấn đề chính. Các phe phái thường không đồng ý về cách ít hoặc bao nhiêu cải cách là cần thiết để trẻ hóa hệ thống Xô Viết.

## Chính quyền Ủy ban
Ở một quốc gia thực hiện chế độ đốc chính, quyền lực hành chính cao nhất trong quốc gia do một cơ quan thực hiện. Cơ quan bao gồm một số thành viên nhất định, Chủ tịch cơ quan do các thành viên bầu ra, chỉ là nguyên thủ quốc gia trên danh nghĩa và giám sát điều hành, không có quyền hạn đặc biệt. Cơ quan thực hiện quyền hành pháp cao nhất của mình dưới hình thức lãnh đạo tập thể.
Nhà nước Đốc chính nổi tiếng nhất thời kỳ cận đại là Đốc Chính phủ Pháp (1795-1799). Trong Chiến tranh Cách mạng Pháp, các quốc gia châu Âu bị Pháp chinh phục, chẳng hạn như Đệ nhất Cộng hòa Tây Ban Nha, cũng thành lập các hội đồng khu vực để cai trị sau khi lật đổ hoàng gia Tây Ban Nha.
Hiện tại còn một số quốc gia theo chế độ đốc chính như Thụy Sĩ với Hội đồng Liên bang, San Marino Với Đại chấp chính, Bosnia và Herzegovina với Hội đồng Tổng thống Bosnia và Herzegovina, Liên minh châu Âu với Hội đồng châu Âu và Ủy ban châu Âu.

## Một số Đảng phái
Các Đảng Xanh và Xã hội chủ nghĩa thường thực hành lãnh đạo tập thể, thông qua các đồng lãnh đạo nam và nữ hoặc thông qua một số đồng phát ngôn viên. Thực tiễn này thường được chứng minh bằng sự nhấn mạnh phong trào Xanh vào việc ra quyết định đồng thuận và cân bằng giới tính.
- Liên minh 90/Đảng Xanh: Ủy ban Chấp hành Liên bang được phân chia giữa đồng lãnh đạo với hai người phát ngôn ngang nhau, một Tổng thư ký phụ trách chính trị, thủ quỹ và hai phó chủ tịch.
- Đảng Đoàn kết Québec một đảng xã hội chủ nghĩa dân chủ phân chia quyền lãnh đạo giữa chủ tịch, tổng thư ký và các phát ngôn viên nam và nữ.
- Đảng Xanh Anh và xứ Wales: từ năm 1990 đến năm 1991, Đảng Xanh Anh và xứ Wales đã thực hiện đồng lãnh đạo giữa sáu người phát ngôn và từ năm 1991-2008, Đảng đã thực hiện đồng lãnh đạo thông qua một người phát ngôn nam và nữ. Sau khi Caroline Lucas được bầu làm lãnh đạo và phó lãnh đạo duy nhất đầu tiên của đảng vào năm 2008, ban lãnh đạo tập thể bị gián đoạn cho đến năm 2016, khi ban lãnh đạo đảng một lần nữa được phân chia giữa các đồng lãnh đạo nam và nữ theo thỏa thuận chia sẻ công việc trong khi vẫn giữ lại một phó lãnh đạo.
- Khối Cánh tả (Bồ Đào Nha): về mặt chính thức, khối này luôn có sự lãnh đạo tập thể theo quy định luật pháp và chưa từng có chức vụ một người nào được công nhận. Tuy nhiên, trên thực tế, luôn có một nhân vật nổi bật duy nhất (điều phối viên, 1999-2012 và 2016-; người phát ngôn, 2014-2016), ngoại trừ từ năm 2012 đến 2014, khi nó có sự đồng lãnh đạo trên thực tế giữa một nam và một nữ ngoài các cấu trúc pháp lý. Từ năm 2014 đến năm 2016, có một ban lãnh đạo tập thể không chính thức và cân bằng giới tính gồm sáu người đứng đầu các cơ quan hiện có, với một thành viên đóng vai trò là người phát ngôn của đảng.
- Đảng Xanh Scotland: bắt đầu thực hành lãnh đạo tập thể vào năm 2004 với việc bầu chọn một nam và một nữ đồng triệu tập.
- Đảng Xanh Hoa Kỳ: ban chỉ đạo của Ủy ban Quốc gia Xanh là sự lãnh đạo tập thể gồm bảy đồng chủ tịch, cũng như một thư ký và một thủ quỹ.
- Cánh tả (Đức): Ban Chấp hành Đảng bao gồm một ủy ban gồm 44 thành viên được bầu, đứng đầu là ban chấp hành gồm 12 thành viên bao gồm hai chủ tịch đảng, bốn phó chủ tịch, một thư ký quốc gia, thủ quỹ và bốn thành viên khác.
- Giải pháp thay thế xã hội chủ nghĩa quốc tế: Cơ quan lãnh đạo là Đại hội Quốc tế, bầu ra một Ủy ban Quốc tế để điều hành giữa các kỳ đại hội. IC sau đó chỉ định một cơ quan Điều hành Quốc tế (IE) chịu trách nhiệm về công việc hàng ngày của Đảng.